# Marcos Senesi
Marcos Nicolás Senesi Barón (* 10. Mai 1997 in Concordia) ist ein argentinischer Fußballspieler. Der Innenverteidiger steht seit August 2022 beim englischen Verein AFC Bournemouth unter Vertrag und ist argentinischer Nationalspieler.

## Karriere

### Verein
Senesi trat im Alter von 13 Jahren der Nachwuchsabteilung des CA San Lorenzo de Almagro, einem Verein aus der argentinischen Hauptstadt Buenos Aires, bei. Dort unterzeichnete er im Januar 2016 seinen ersten professionellen Vertrag. Zur Saison 2016/17 wurde er in die erste Mannschaft befördert. Sein Debüt in der höchsten argentinischen Spielklasse gab er am 25. September 2016 (4. Spieltag) beim 1:1-Unentschieden gegen den CA Patronato. In dieser Spielzeit bestritt er 11 Einsätze für die erste Mannschaft.
Am 16. September 2017 (3. Spieltag) traf Senesi im Heimspiel gegen Arsenal de Sarandí erstmals für San Lorenzo de Almagro, als er in der 76. Spielminute den Siegtreffer zum 1:0-Sieg erzielte. In dieser Saison 2017/18 bestritt er 13 Ligaspiele, in dem ihm ebendieses Tor gelang. In der folgenden Saison 2018/19 gelang ihm der Durchbruch als Stammspieler und er kam in 23 von 25 möglichen Ligaspielen zum Einsatz.
Nachdem er die gesamte Vorbereitung zur Saison 2019/20 bei San Lorenzo de Almagro verbracht und bereits vier Ligaspiele absolviert hatte, wechselte er am 2. September 2019 zum Ehrendivisionär Feyenoord Rotterdam in die Niederlande. Der Verein sicherte sich die Dienste des Innenverteidigers für eine Gebühr in Höhe von sieben Millionen Euro und stattete ihn mit einem Vierjahresvertrag aus. Sein Debüt gab er am 22. September (7. Spieltag) beim 3:3-Unentschieden gegen den FC Emmen. Nach kurzen Anlaufschwierigkeiten stieg er zum Stammspieler unter Cheftrainer Dick Advocaat auf und erzielte am 10. November (13. Spieltag) beim 3:2-Heimsieg gegen den RKC Waalwijk sein erstes Tor für den Trots van Zuid. In dieser Saison 2019/20 bestritt er 16 Ligaspiele, in denen er einen Torerfolg verbuchen konnte.
Nach drei Jahren in den Niederlanden, wechselte Senesi im August 2022 zum englischen Erstliga-Aufsteiger AFC Bournemouth und unterschrieb einen Vierjahresvertrag.

### Nationalmannschaft
Senesi nahm mit der argentinischen U20-Nationalmannschaft an der U20-Weltmeisterschaft 2017 in Südkorea teil. Dort kam er in allen drei Gruppenspielen über die volle Distanz von 90 Spielminuten zum Einsatz. Beim einzigen Punktgewinn der Auswahl, dem 5:0-Sieg gegen Guinea, erzielte Senesi einen Treffer. Im September 2019 bestritt er ein Länderspiel für die argentinische U23.
Im Juni 2022 debütierte er in der argentinischen A-Nationalmannschaft, als er bei einem Freundschaftsspiel gegen Estland in der zweiten Halbzeit eingewechselt wurde.